# Renfe série 289.0
La série 289 est une série de locomotives électriques de la Renfe, l'entreprise ferroviaire historique espagnole.

## Origine de la série
La poursuite des électrifications conduit la Renfe à faire l'acquisition d'une nouvelle série de "japonaises" à la fin des années 1960 : les 8900, qui présentent quelques différences par rapport à leurs sœurs ainées de la série 7900.

## Conception
Il s'agit d'une version plus lourde et plus puissante des 7900 (série 279) livrées deux ans plus tôt. Extérieurement, elles s'en distinguent par la présence d'un gros chasse-pierre sous la traverse avant, et par la présence de quatre feux en position basse (au lieu de deux bas et deux hauts sur les 279) par face. Les parties électriques sont fournies par Cenemesa et Mitsubishi. Là encore, seules les deux premières sont construites au Japon. Elles sont livrées avec la classique décoration verte à bandes jaunes.

## Service
Dès leur livraison, les 8900 sont réparties entre les dépôts de Madrid Principe Pio et Miranda de Ebro, ce qui provoque l'exode des 7400 (274) et 7500 (275) vers Miranda de Ebro. La reconversion en 3000 volts de Madrid-Avila et de Madrid-Segovie-Hontanares, le 11 avril 1972, les repousse vers le nord. L'arrivée des premières 269.0 l'année suivante provoque la mutation des dernières 289 madrilènes à Miranda de Ebro, qui devient désormais "le" dépôt de la série. Avec les 86 survivantes des séries 270, 271, 272, 273, 274 et 275, elles assurent l'essentiel du service sur ce qui constitue alors la 6e zone de la Renfe, principalement vers Bilbao et Irun encore électrifiées en 1500 volts. Les incursions vers Madrid se font rares, des changements de traction ayant généralement lieu à Burgos en faveur de 269.0. L'électrification de l'axe Catalogne-Pays basque et l'élimination des vieilles séries leur ouvre de nouvelles perspectives : les 289 étendent leur rayon d'action vers Saragosse et Barcelona à la fin des années 1970. Exceptionnellement, les 289 sont alors amenées à remorquer des trains de pèlerins vers Puigcerda. On pourra également les voir en tête de trains d'agrumes Valence-Hendaye lors de la fermeture de la ligne de Teruel pour travaux.
Massivement affectées à l'UN Cargas dans les années 1990, celle-ci décide de les réutiliser sous une forme très particulière en créant des "tandems" indéformables. 18 unités forment ainsi la nouvelle sous-série 289.1 à partir de 1999.
En juin 2002, seules les 289-002, 006, 009, 011, 015, 018 à 020, 026, et 039 sont encore en service. Les 289-023, 027, 033 et 034 sont garées en attente de décision.